# 格伦察赫-维伦
格伦察赫-维伦（德語：Grenzach-Wyhlen，發音：[ˈɡʁɛntsax ˈviːlən]）是德国巴登-符腾堡州弗赖堡行政区勒拉赫县的市镇，面积17.31平方千米，2023年12月31日人口为15,092人。